# Paul dans sa vie
Pour plus de détails, voir Fiche technique et Distribution.
Paul dans sa vie est un documentaire français réalisé par Rémi Mauger, sorti en 2004 en DVD et le 3 mai 2006.

## Synopsis
Paul Bedel, agriculteur à Auderville, au cap de la Hague, a décidé de prendre sa retraite. Il a repris la ferme à la mort de son père, et a gardé les méthodes de travail de l'époque. À 73 ans, il vit avec ses deux sœurs, Marie-Jeanne et Françoise, célibataires comme lui.
Rémi Mauger et la caméra de Guy Milledrogues racontent sa dernière année d'activité en 2005.

## Paul Bedel
Paul Bedel, né le 15 mars 1930 et mort à Auderville le 24 septembre 2018  est un agriculteur français.
Il a publié plusieurs livres, tous en collaboration avec Catherine École-Boivin.
- Testament d'un paysan en voie de disparition, préface de Claudie Gallay, Paris, Presses de la Renaissance, 2009  (ISBN 978-2-7509-0534-7)
- Nos vaches sont jolies parce qu'elles mangent des fleurs, postface de Pierre Bergounioux, Paris, Albin Michel, 2017  (ISBN 978-2-226-39794-2)
- Paroles d'un paysan, préface de Serge Joncour, Paris, Albin Michel, 2019  (ISBN 978-2-226-44554-4)

## Fiche technique
- Titre : Paul dans sa vie
- Réalisation : Rémi Mauger
- Production : France 3
- Directeur de la photographie : Guy Milledrogues
- Musique : Les Frères Nardan
- Montage : Marie-Pierre Duvivier
- Pays d'origine : France
- Format : couleurs - 4/3 - Stéréo
- Genre : documentaire
- Durée : 103 minutes
- Date de sortie : 3 mai 2006

## Distribution
- Paul Bedel
- Marie-Jeanne Bedel
- Françoise Bedel
- Fabrice Adde

## Distinctions
- FIPA d'argent
- Prix littéraire du Cotentin (2006)
- Prix du meilleur documentaire du Syndicat français de la critique de cinéma (2006)